# Centre sur la biodiversité de l'Université de Montréal
 (juin 2023).
Si vous disposez d'ouvrages ou d'articles de référence ou si vous connaissez des sites web de qualité traitant du thème abordé ici, merci de compléter l'article en donnant les références utiles à sa vérifiabilité et en les liant à la section « Notes et références ».
Le Centre sur la biodiversité de l’Université de Montréal est un lieu de conservation, de recherche et de formation sur la biodiversité situé sur le terrain du Jardin botanique de Montréal au Québec. Le centre préserve le patrimoine de plantes, d’insectes et de champignons de l’Université de Montréal.

## Description
Inauguré en mars 2011, le Centre sur la biodiversité possède des laboratoires qui accueillent des chercheurs et des étudiants. Il abrite environ deux millions et demi de spécimens, provenant principalement de trois collections : l'Herbier Marie-Victorin, la collection entomologique Ouellet-Robert et le fungarium myco-photographique du Cercle des mycologues de Montréal.
Le Centre est conçu par les architectes Provencher Roy (en).